# Interwaas
Interwaas is een intergemeentelijk samenwerkingsverband tussen tien gemeenten in de Belgische provincies Oost-Vlaanderen en Antwerpen, met zijn hoofdzetel in Sint-Niklaas. Alle betrokken gemeenten liggen in het Waasland.
De administratieve diensten van Interwaas zijn gehuisvest in de oude gebouwen van de établissements "Edmond Meert", Lamstraat.

## Gemeentes
Het samenwerkingsverband bestaat uit de volgende gemeentes:
- Beveren
- Kruibeke
- Lokeren
- Moerbeke (toegetreden in 2014)
- Sint-Gillis-Waas
- Sint-Niklaas
- Stekene
- Temse
- Waasmunster
- Zwijndrecht (toegetreden in 2016)

Verder is ook de provincie Oost-Vlaanderen betrokken bij de organisatie van Interwaas.

## Werkdomeinen
De Wase intercommunale werd opgericht in 1968 als Intercommunale Vereniging van het Land van Waas (I.C.W.), met als rechtstreekse aanleiding de uitbreiding van de Antwerpse haven op de Linkerscheldeoever. Haar activiteiten spitsten zich dan ook oorspronkelijk toe op de ontwikkeling van het havengebied en de belangenbehartiging van de Wase gemeenten hierin. In de loop van de jaren 1970 en 1980 ontwikkelde I.C.W. zich verder, met projecten op het vlak van bedrijventerreinen, huisvestingsprojecten, afvalverwerking en archeologisch onderzoek. In 2003 wijzigde de intercommunale haar naam in Intergemeentelijk Samenwerkingsverband van het Land van Waas (I.C.W.); twee jaar later, in 2005, richtte I.C.W. afdelingen op voor erfgoedbeheer (Erfgoedcel Waasland) en voor het gemeenschappelijke beheer van de Wase bibliotheken (BiblioWaas). De huidige naam Interwaas werd ingevoerd in 2009.